# سعیده بنت خاطر الفارسی
سعیده بنت خاطر الفارسی (۱۹۵۶) شاعر و نویسندهٔ عُمانی است. در سال ۱۹۷۶ با مدرک لیسانس ادبیات عرب و حقوق اسلامی از دانشگاه کویت فارغ‌التحصیل شد. تحصیلات خود را در مقطع کارشناسی ارشد در نقد ادبی عربی آغاز کرد. مدرک دکترای نقد، بلاغت و ادبیات تطبیقی عرب را از دانشکدهٔ دارالعلوم دانشگاه قاهره در سال ۲۰۰۲ اخذ کرد. نخستین مجموعه شعر خود را در سال ۱۹۸۶ با عنوان «مدی در دریای اعماق» چاپ کرد. اشعار و مقالات خود را در روزنامه‌ها و مجلات عمانی و عربی منتشر کرده است. در طول حرفهٔ ادبی بود، مدال‌ها، جوایز فرهنگی و افتخارات زیادی دریافت کرده است. به عنوان ترانه‌سرا، او ترانه‌های زیادی برای خوانندگان عمانی و عرب سروده است.

## زندگی و پیشه
سعیده بنت خاطر بن حسن الفارسی در ولایت صور به دنیا آمد که آن زمان بخشی از استان شرقیه بود.همهٔ مراحل تحصیلی را در کویت خواند. مدرک لیسانس زبان عربی و حقوق اسلامی و دیپلم در آموزش را از دانشگاه کویت ۱۹۷۶–۱۹۷۷ اخذ کرد. در سال ۲۰۰۲ از دانشگاه قاهره، دانشکده دارالعلوم، دکترای نقد و بلاغت گرفت. زنان عرب در مرکز توجه او قرار داشتند، همان‌طور که در پایان‌نامهٔ دکترای او در نقد، بلاغت و ادبیات تطبیقی عربی با عنوان «بیگانگی در شعر زنان خلیج» مشهود است.
او سمت‌های زیادی داشت، از جمله: رئیس گروه زبان عربی در بخش برنامهٔ درسی، مدیر دفتر وزیر آموزش و پرورش، مدیر مدرسهٔ نمونه دخترانه در سال ۱۹۸۰، معاون امور دانشجویی در دانشگاه سلطان قابوس از سال ۱۹۸۶ تا ۱۹۹۶، رئیس بخش فعالیت‌های فرهنگی دانشکده علم و صنعت مسقط از سال ۱۹۹۶ تا ۱۹۹۹.او عضو هیئت مدیرهٔ باشگاه فرهنگی در مسقط و کمیتهٔ ارزیابی متن‌های تئاتر و ترانه در مسقط بود. چندین سمت داوطلبانه داشته است، از جمله: سردبیر مجلهٔ «العمانیه» (۱۹۹۲–۱۹۹۳)، رئیس انجمن نویسندگان زن عمانی (۱۹۸۶–۲۰۰۶)، رئیس سالن فرهنگی سعیده خاطر (۲۰۱۴–۲۰۲۱)، و نایب رئیس انجمن نویسندگان (۲۰۲۰–۲۰۱۴). سعیده خاطر از سال ۲۰۱۰ تا ۲۰۱۴ عضو مجلس دولتی عمان بود. در انجمن‌های ادبی گوناگونی عضو است، مانند:انجمن ادبیات مدرن در قاهره، سازمان نویسندگان آسیایی و آفریقایی، انجمن ادبیات اسلامی، گروه خواندن برای خلاقیت و نقد کاربردی در قاهره.
اشعار و مقالات خود را در روزنامه‌ها و مجلات عمانی و عربی منتشر کرد. در بسیاری از شب‌های شعر، سمینارها، نشست‌ها و جشنواره‌های داخل و خارج از کشور شرکت کرده است. در طول حرفهٔ ادبی بود، او مدال‌ها، جوایز فرهنگی و افتخارات زیادی دریافت کرده است، از جمله: مقام اول مسابقهٔ خلاقیت شعر جوانان را از ادارهٔ کل جوانان مسقط؛ رتبهٔ اول مسابقهٔ سرود سال کشاورزی؛ رتبهٔ اول مسابقهٔ سرود جشنواره کودکان؛ نشان پادشاهان و امیران کشورهای شورای همکاری خلیج در ادبیات، ۱۹۸۹؛ مدال زن خلاق عرب از سوی انجمن فکری عربی قاهره، ۲۰۰۴. به عنوان ترانه‌سرا، او ترانه‌های زیادی برای خوانندگان عمانی و عرب سروده است، مانند: عبدالمجید عبدالله، هشام عباس، عبدالرب ادریس، احمد فتحی، محمد عبده و نادیا مصطفی.

## آثار
از مجموعه شعرهای وی:
- مد في بحر الأعماق: ۱۹۸۶.
- أغنيات للطفولة والخضرة: برای کودکان، ۱۹۷۹.
- إليها تحج الحروف: مرکز الحضارة العربیة، قاهره، ۲۰۰۳.
- قطوف الشجرة الطيبة: شعر عامیانه، رباعی، مرکز الحضارة العربیة، قاهره، ۲۰۰۴.
- وحدك .. تبقى صلاة يقيني: ۲۰۰۵.
- موشومة تحت الجلد: ۲۰۰۶.
- مازلت أمشي على الماء: مؤسسهٔ شمس، قاهره، ۲۰۰۹.
- أنشودتي: برای کودکان،
- بهم نقتدي: برای کودکان،

کتاب‌ها:
- قراءة في الشعر الخليجي المعاصر: ۲۰۰۴.
- على شفا حفرة، دراسة في الاغتراب الصوفي لدى زكية مال الله: مرکز الحضارة العربیة، قاهره، ۲۰۰۴.
- انتحار الأوتاد: دراسة في اغتراب سعدية مفرِّح: مرکز الحضارة العربیة، قاهره، ۲۰۰۴.
- سعاد الصباح بين الاستلاب والاغتراب: KotobArabia، ۲۰۰۷.
- الاغتراب في الشعر النسوي الخليجي: دار مسعی، کانادا، ۲۰۱۸.
- سوسنة المنافي: حمدة خميس وتحولات الاغتراب السياسي: قاهره، ۲۰۰۷.
- وطن في حقيبة: مقالات، الآن ناشرون وموزعون، امّان، ۲۰۲۰.
- ترانيم من الشعر الشعبي النسائي العماني: الآن ناشرون وموزعون، امّان، ۲۰۲۲.
- الأسطورة سليمة بنت غفيل.. بين الحقيقة والوهم المتخيل: الآن ناشرون وموزعون، امّان، ۲۰۲۴.